# Interfície gràfica d'usuari

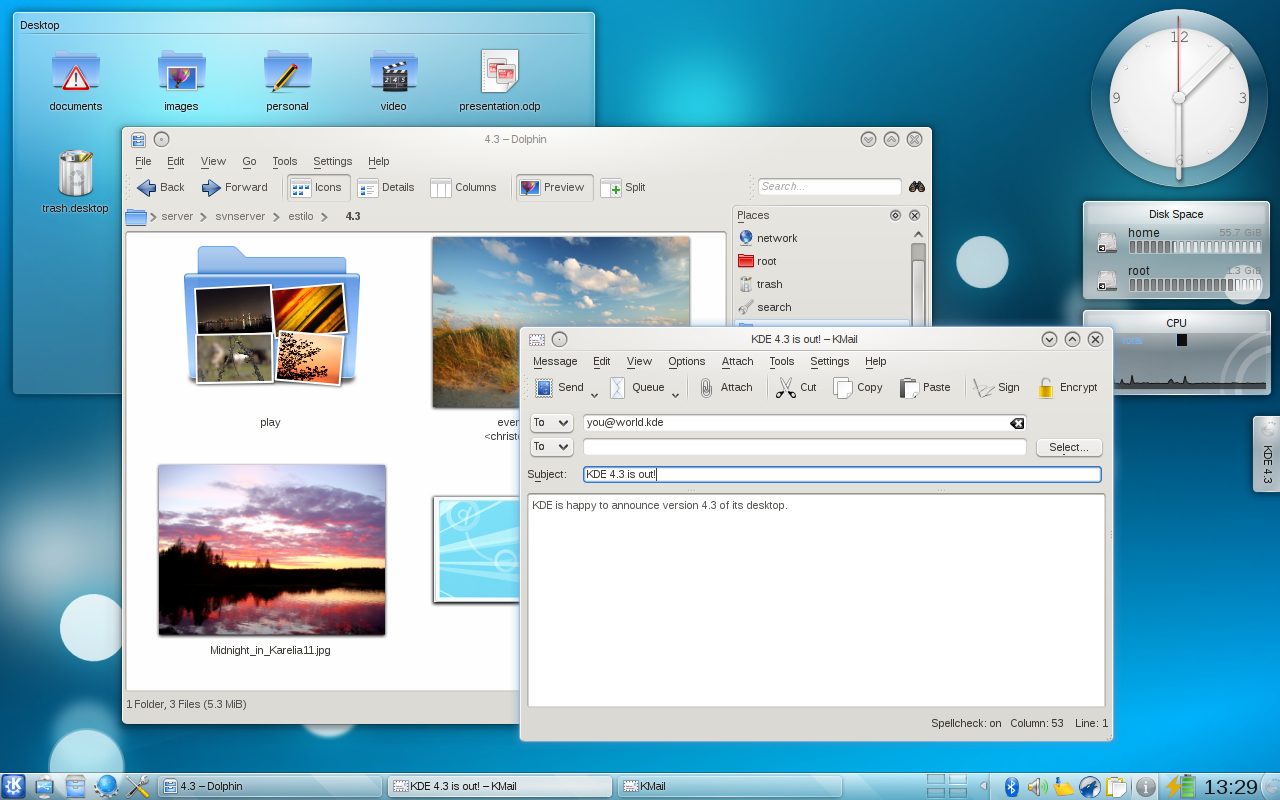
La interfície gràfica KDE versió 4.3.

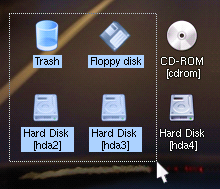
Una interfície gràfica d'usuari on s'usa un cursor per a seleccionar unes icones.

La interfície gràfica d'usuari o GUI (acrònim en anglès de graphical user interface) és una interfície d'usuari. Utilitza elements gràfics, sonors i de control per facilitar la interacció amb un sistema informàtic de manera més intuïtiva. És diferent que el clàssic sistema per línia d'ordres, més difícil d'aprendre i dominar.

## Components habituals
Generalment, les interfícies gràfiques utilitzen controls virtuals, com ara:
- Botons que es premen amb el ratolí o directament amb el dit sobre una pantalla tàctil
- Separadors de pestanyes que simulen els clàssics separadors d'arxivadors
- Indicadors gràfics que actuen com els llums d'un panell electrònic
- Barres de desplaçament, en anglès scrollbar, que simulen el moviment que podem fer amb la mà d'un full sobre una taula
- Indicadors de progrés que intuïtivament ens diuen el temps que falta per acabar una operació
- Barres d'ajustament, molt similars als controls analògics de volum d'una TV antiga o d'una taula de mescles

La principal novetat que van aportar les interfícies gràfiques és la utilització del ratolí com a mètode d'execució de comandos.
Un tipus especial d'interfície gràfica és la interfície d'usuari amb apropament/allunyament (ZUI).

## Disseny d'interfície d'usuari i d'interacció

La interfície gràfica d'usuari es presenta a la pantalla de l'ordinador. És el resultat de l'entrada processada de l'usuari i normalment la interfície principal per a la interacció home-màquina. En les interfícies tàctils d'usuari populars en petits dispositius mòbils hi ha una superposició de la sortida visual a l'entrada visual.

Dissenyar la composició visual i el comportament temporal d'una GUI és una part important de la programació d'aplicacions en el camp de l'interacció persona-ordinador. El seu objectiu és millorar l'eficiència i la facilitat d'ús del disseny lògic subjacent d'un programa emmagatzemat, una disciplina de disseny anomenada usabilitat. Diversos mètodes de disseny centrat en l'usuari s'utilitzen per garantir que el llenguatge visual introduït en el disseny s'adapta bé a les tasques.
Les característiques visibles de la interfície gràfica d'una aplicació de vegades s'anomenen crom o GUI. Normalment, els usuaris interactuen amb la informació mitjançant la manipulació visual de ginys que permetin interaccions adequades al tipus de dades que tenen. Els ginys d'una interfície ben dissenyada es seleccionen per donar suport a les accions necessàries per assolir els objectius dels usuaris. Un Model-Vista-Controlador permet estructures flexibles en les quals la interfície és independent i indirectament vinculada a les funcions de l'aplicació, de manera que la GUI es pot personalitzar fàcilment. Això permet als usuaris seleccionar o dissenyar altres aparences a voluntat i facilita el treball del dissenyador per canviar la interfície a mesura que evolucionen les necessitats de l'usuari. Un bon disseny de la interfície d'usuari es relaciona més amb els usuaris i menys amb l'arquitectura del sistema.
Els ginys grans, com ara les finestres, normalment proporcionen un marc o contenidor per al contingut principal de la presentació, com ara una pàgina web, un missatge de correu electrònic o un dibuix. Els més petits solen actuar com una eina d'entrada de l'usuari.
Es pot dissenyar una GUI per als requisits d'un mercat vertical com a interfícies gràfiques d'usuari específiques de l'aplicació. Alguns exemples inclouen caixers automàtics (ATM), pantalles de punts de venda (POS) en restaurants, sistemes d'autopagament utilitzats en botigues minoristes, per a bitllets d'avió i facturació automàtica, quioscs d'informació en un espai públic, com una estació de tren o un museu, i monitors o pantalles de control en una aplicació industrial incrustada que utilitzen un sistema operatiu de temps real (RTOS).
Els telèfons mòbils i els sistemes de videojocs portàtils també utilitzen el GUI de pantalla tàctil específiques d'aplicacions. Els automòbils més nous utilitzen el GUI als seus sistemes de navegació i centres multimèdia, o combinacions de centres multimèdia de navegació.

## Història

### Precursors[calcitació]
Els investigadors del Stanford Research Institute liderats per Douglas Engelbart, van desenvolupar una interfície d'hipervincles en mode text governada per un ratolí, el qual també van inventar. Aquest concepte va ser ampliat i traslladat a l'entorn gràfic pels investigadors del Xerox PARC en la ciutat de Palo Alto. L'entorn es va denominar PARC User Interface i en ell es van definir els conceptes de finestres, caselles de verificació, botons de ràdio, menús i punter del ratolí. La interfície va ser implementada comercialment en el computador Xerox Star 8010.

### Xerox Alto[calcitació]
El Xerox Alto, desenvolupat en el Xerox PARC al 1973, va ser una de les primeres computadores personals, així com el primer que va utilitzar la metàfora d'escriptori i una interfície gràfica d'usuari.

### Xerox Star 8010[calcitació]
L'estació de treball Xerox Star, coneguda oficialment com el 8010 Star Information System (Sistema d'Informació Estrella 8010), va ser introduïda per Xerox Corporation al 1981. Va ser el primer sistema comercial en incorporar diverses tecnologies que han arribat a ser avui en dia corrents en computadores personals, inclosa la pantalla amb bitmaps enlloc de només text, una interfície gràfica d'usuari basada en finestres, icones, carpetes, ratolins, xarxes Ethernet, servidors d'arxius, servidors d'impressores i correu electrònic.

### Apple Lisa, Macintosh, Apple II GS[calcitació]
Després de fer una visita a Xerox PARC al 1979, l'equip d'Apple encapçalat per Jef Reskin es concentra en dissenyar un entorn gràfic per la seva nova generació de 16 bits, que es veurà plasmat en l'Apple Lisa al 1983. Aquest sistema gràfic és portat al successor del Apple II, el Apple II GS. Un segon equip treball en l'Apple Macintosh que sortirà a la llum al 1984 amb una versió millorada de l'entorn gràfic del Lisa ("vam pretendre fer una computadora tan senzilla de fer servir com una torradora"). Des d'aquell moment el Mac regnarà com paradigma d'usabilitat d'un entorn gràfic; tot i que per sota el sistema operatiu pateixi canvis radicals, els usuaris no avançats no són conscients i no pateixen els problemes d'altres plataformes.

### Workbench[calcitació]
Workbench és el nom donat per Commodore a la interfície gràfica de l'AmigaOS, el sistema operatiu del Commodore Amiga llançat al 1985. A diferència dels sistemes més populars (GEM, Mac OS, MS Windows...) és un vertader entorn multitasca només realitzat per la interfície X Window System dels diferents sabors d'Unix. La frase més repetida per un amiguer és: "per massacrar marcians, formatejar un disquet i enviar o rebre un Fax tot a la vegada i sense penjar-se, necessites un 386 amb disc dur, 16 MB de RAM i OS/2; un Amiga 500 amb disquet i només la seva memòria base (512 KB de RAM i 512 KB de ROM) és capaç de tot això". Tot i que sigui molt popular pels seus espectaculars (fins al moment) gràfics de la màquina i el seu gran planter de videojocs, serà la negligència dels seus successius propietaris la principal causa que acabi restringit a només la plataforma Amiga.

### GEOS[calcitació]
Pel Commodore 64 i el seu successor el Commodore 128 es va desenvolupar l'entorn gràfic GEOS al 1986. Aquest entorn es va portar a l'IBM PC, va ser utilitzat en diverses PDA i Nokia el va utilitzar com a base del seu actual sistema operatiu.

### GEM[calcitació]
GEM (Graphical Environment Manager) és un GUI dissenyat per Digital Research al 1985 per executar-se sobre diversos sistemes operatius de línia d'ordres del IBM PC i compatibles: funciona tant sobre IBM DOS / MS-DOS com sobre CP/M 86. La seva màxima popularitat en el PC arriba de la mà d'Amstrad PC1512 i de l'Amstrad PC1640, els clònics que van trencar a Europa la barrera del preu popularitzant el PC, fins aquell moment destinat només a oficines.
Tot i que incorpora la seva primera generació de portàtils i el Sinclair PC200, serà substituït per la següent generació de PCd Amstrad per Microsoft Windows 2xx. En el PC viurà una segona joventut al venir de sèrie amb DR-DOS com TaskMax.
Però serà en els Atari ST i successors on es convertirà en l'entorn gràfic oficial de la plataforma, aconseguint la màxima popularitat, tant per ser en principi una alternativa barata al MAC en autoedició, com per fer-se amb la veta del mercat de la música professional.

### Apple i Microsoft[calcitació]
Al 1982, Apple havia començat com una microempresa formada per dos empleats, Steve Jobs i Steve Wozniak, i havia crescut fins a convertir-se en una empresa de 300 milions de dòlars. Al 1983, ja s'havia convertit en una empresa de 1000 milions de dòlars, el mateix valor que IBM.
Al 1985, Microsoft treu al mercat Windows 1.0, entorn gràfic per a computadores PC IBM compatibles, amb moltes semblances al Mac US. La resposta d'Apple a la introducció del sistema operatiu Windows va ser la interposició d'una demanda de diversos milers de milions de dòlars contra Microsoft, per violació de copyright.
En 1987 IBM es va veure obligada a entrar al mercat de les computadores personals amb entorn gràfic amb el seu model IBM Personal System/2 (PS/2), aliant-se amb Bill Gates (Microsoft), que havia desenvolupat l'US/2. La interfície gràfica d'aquest sistema operatiu era molt similar a la d'Apple. L'US/2 no es va convertir en el nou estàndard del sector, degut fonamentalment al conflicte d'interessos entre IBM i Microsoft.
L'aparició de computadores IBM clòniques va fer que el sistema Windows es popularitzés, la qual cosa va restar mercat a Apple. Aquesta es va recuperar a la fi de 1990 llançant nous productes.
Un senyal inequívoc de l'èxit d'Apple va ser l'aparició de productes similars: una petita companyia anomenada Nutek Computers Inc., va anunciar que estava desenvolupant una computadora compatible amb el Macintosh.
En 1991, John Sculley, director d'Apple, va revelar que la companyia estava considerant competir contra Microsoft en el camp del programari venent el seu sistema operatiu a tercers. Apple va revelar que estava mantenint converses amb el seu antic rival, IBM, destinades a compartir tecnologies. Van decidir crear una joint venture per desenvolupar un sistema operatiu avançat que ambdues utilitzarien en les seves noves màquines i llicenciarien a tercers. Aquest pla presentava un desafiament directe a Microsoft.
Microsoft aconsegueix convertir a Windows en el sistema operatiu més utilitzat al món, deixant a Apple en un segon lloc.

## Tipus d'interfícies gràfiques d'usuari

### Les GUI i ZUI[calcitació]
Els tipus d'interfícies gràfiques d'usuaris (GUI) que es troben en jocs de computadora, i les GUI avançats basats en realitat virtual, s'usen amb freqüència en tasques de recerca. Molts grups de recerca a Amèrica del Nord i Europa estan treballant actualment en la interfície d'enfocament de l'usuari o ZUI (Zooming User Interface), que és un avançament lògic de les GUI, barrejant 3D amb 2D. Podria expressar-se com «2 dimensions i mitja en objectes vectorials d'una dimensió».

### Interfície d'usuari de pantalla tàctil[calcitació]
Algunes GUI són dissenyades per complir amb els rigorosos requisits dels mercats verticals. Aquests es coneixen com les GUI d'ús específic. Un exemple d'un GUI d'ús específic és l'ara familiar pantalla tàctil o touchscreen (pantalla que en ser tocada efectua els comandos del ratolí al programari). Es troba actualment implementat en molts restaurants i en moltes tendes d'autoservei de tot el món. Va ser iniciat per Gene Mosher en la computadora del ST de Atari en 1986, l'ús que ell va especificar en les GUI de pantalla tàctil ha encapçalat una revolució mundial i innovadora en l'ús de les computadores a través de les indústries alimentoses i de begudes, i en vendes al detall.
Altres exemples de GUI d'ús específic, relacionats amb la pantalla tàctil són els caixers automàtics, els quioscos d'informació i les pantalles de monitors i control en els usos industrials, que empren un sistema operatiu de temps real (RTOS). Els telèfons mòbils i els sistemes o consoles de joc també empren les pantalles tàctils. A més la domòtica no és possible sense una bona interfície d'usuari, o GUI.

### Interfície Natural d'Usuari (NUI)[calcitació]
Les NUI naturals són aquelles en les quals s'interactua amb un sistema, aplicació, etcètera, sense utilitzar dispositius d'entrada amb ratolí, teclat, llapis òptic, etc. Enlloc d'aquests s'utilitzen les mans o els dits.

### Tipus de GUI (HUD)
Diegètic: els elements de la interfície d'usuari existeixen en el món del joc, de manera que tan el jugador com l'avatar poden interactuar amb ells visual i auditivament. Els elements de la diegètic Ui haurien d'enaltir l'experiència narrativa per al jugador, proporcionant una experiència més integradora i immersiva.
No diegètic: els elements no diegètics són una interfície que existeixen fora del joc, només visible i audible per al jugador en el món real. Per exemple, els noms dels personatges dins d'un joc.
Espacial: els elements de la UI dels jocs amb espais 3D sent o no sent una entitat del món del propi joc.
Meta: Representacions que poden existir en el món del joc, però no són necessàriament visualitzades espacialment pel jugador. L'exemple més clar són els efectes renderitzats d'esquitxos de sang a la càmera per indicar que el jugador ha rebut dany.

## Idioma
Acostuma a ser habitual poder canviar l'idioma de la interfície d'usuari.

## Exemples

Exemple d'entorns gràfics d'escriptori
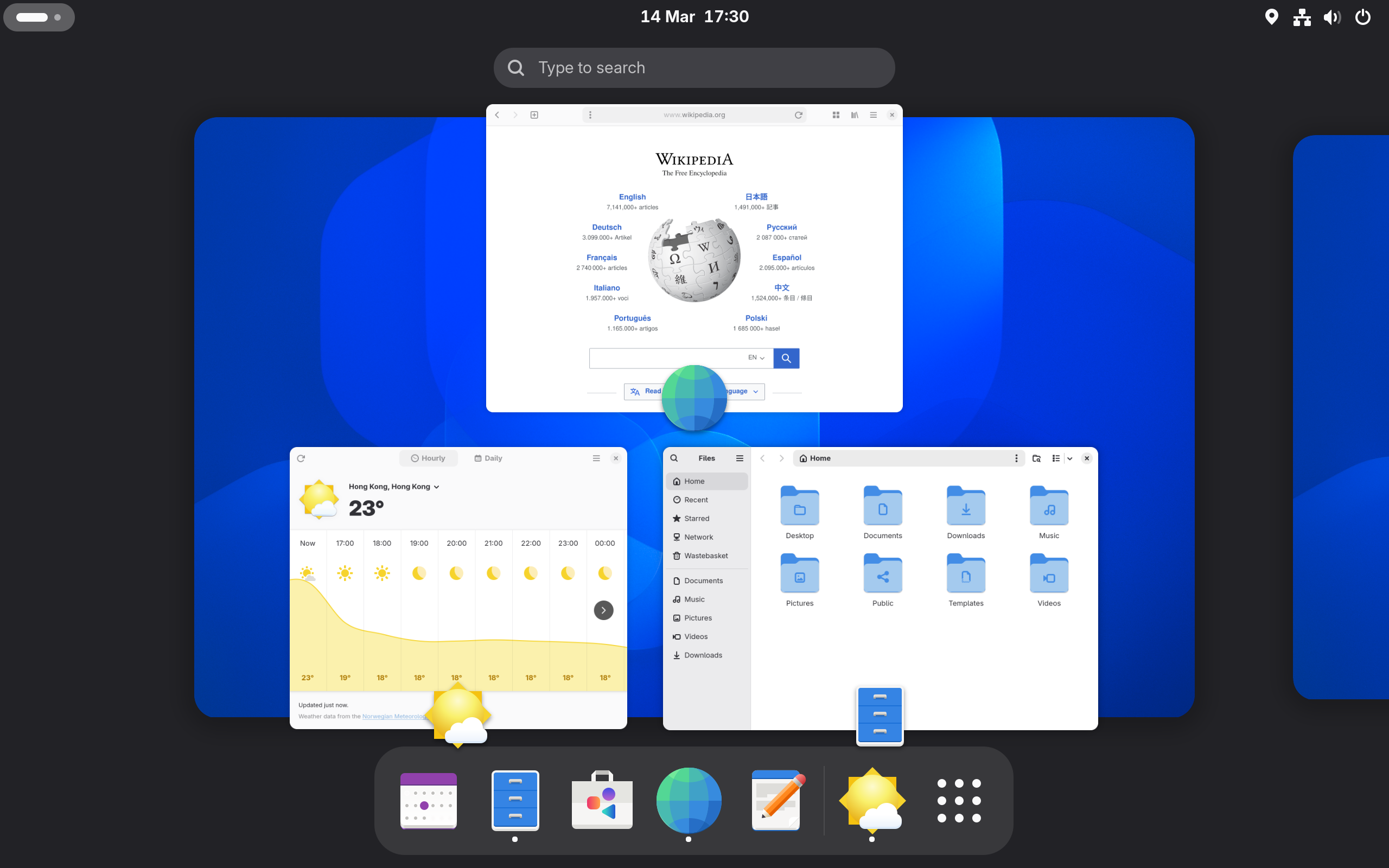
GNOME Shell Gnome‑3)
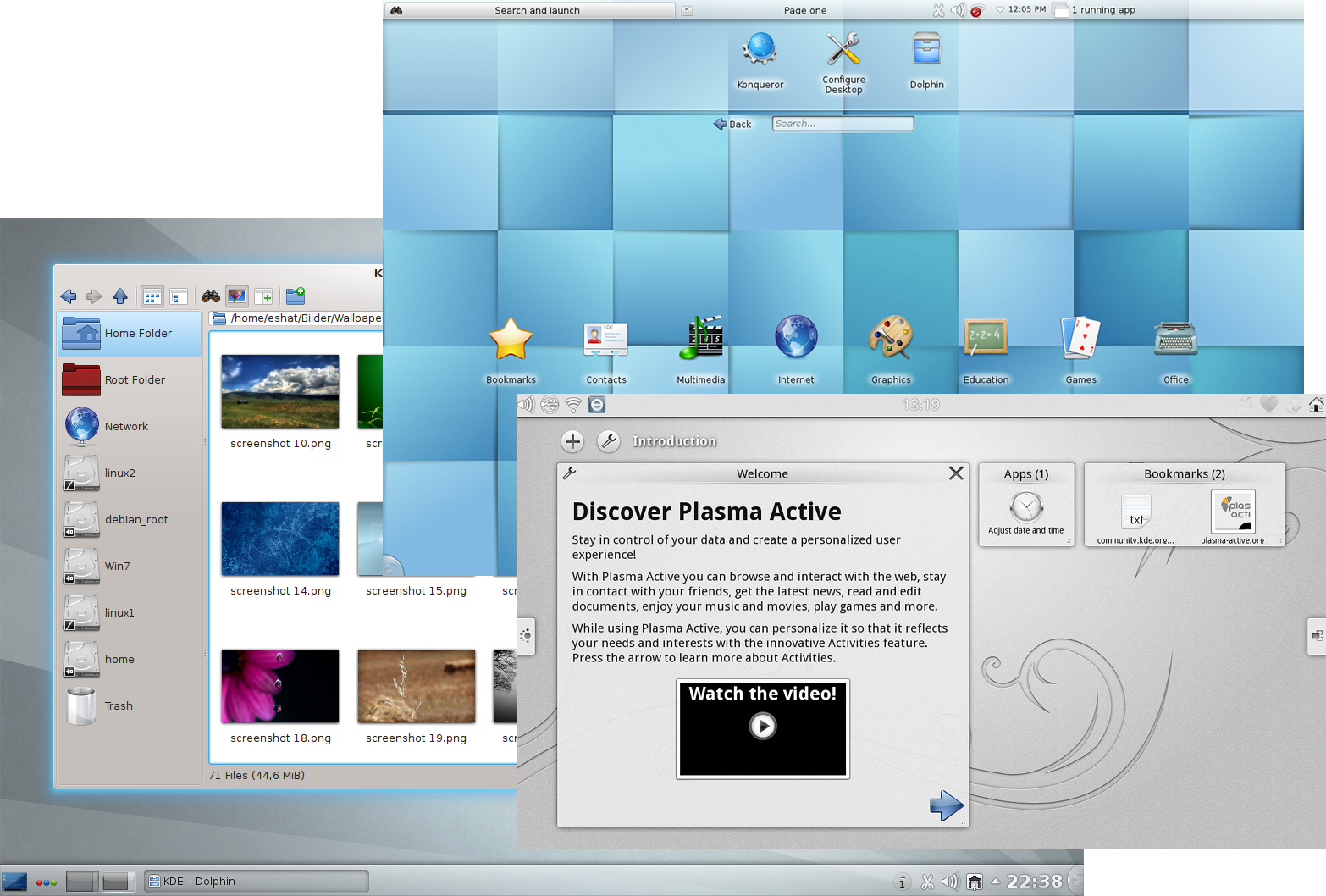
KDE Plasma (KDE 4)
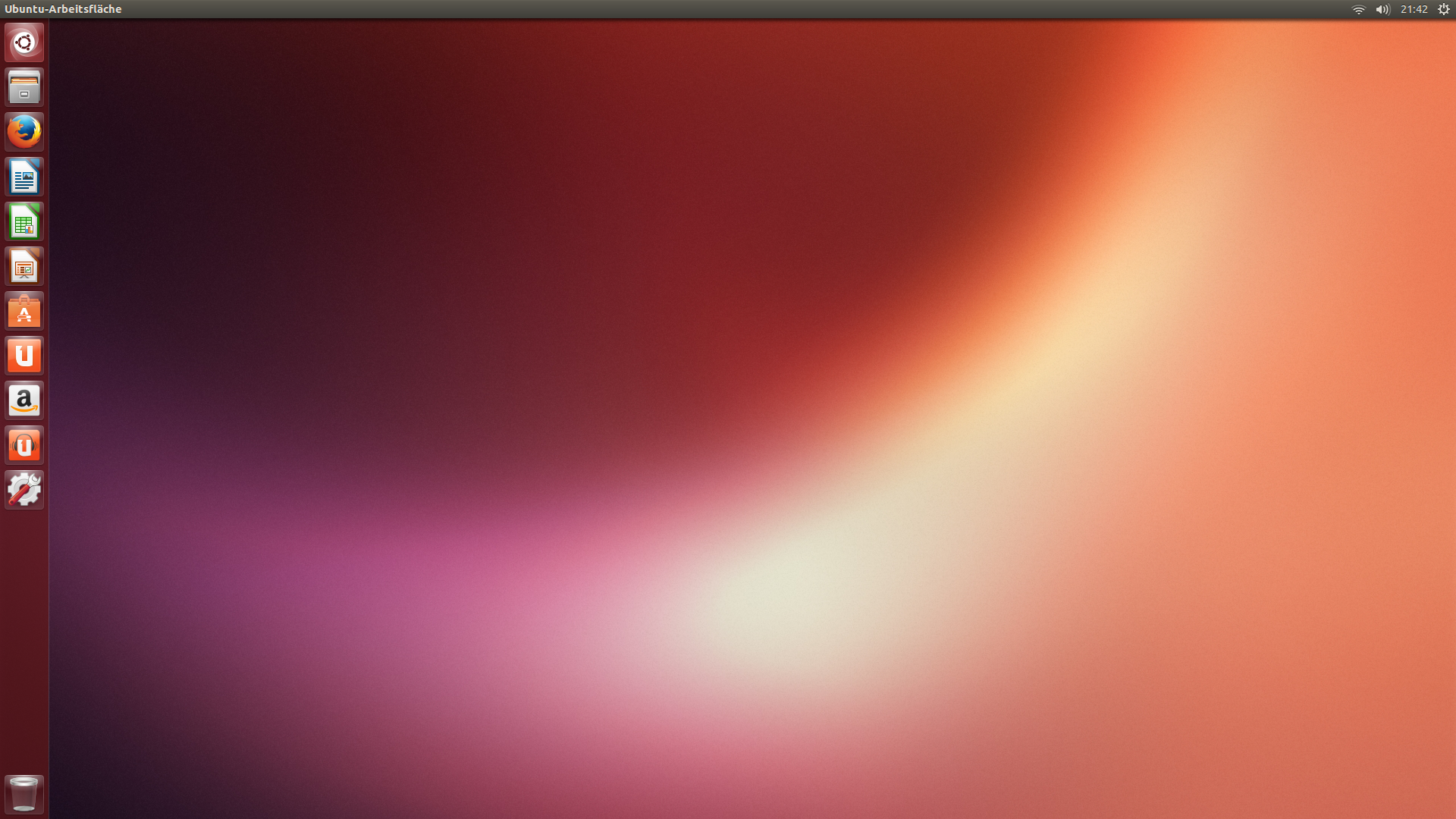
Unity
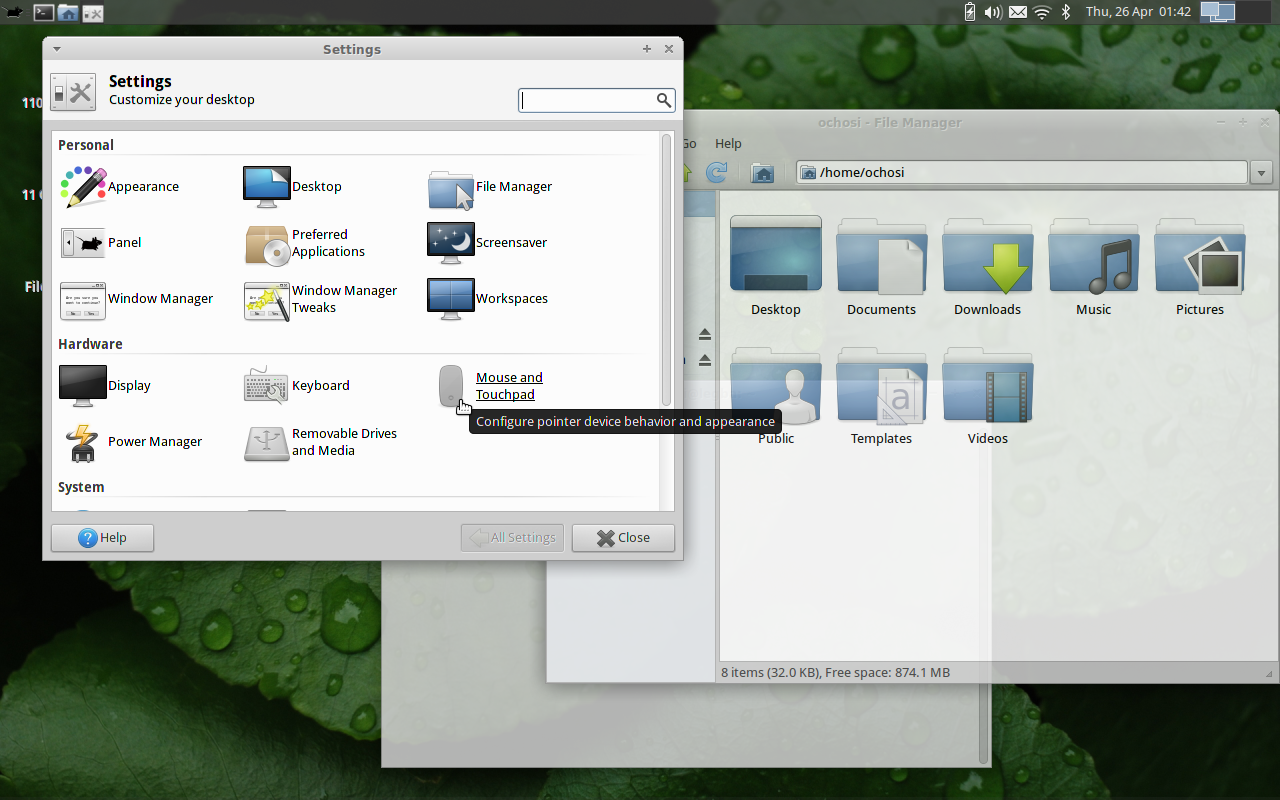
Xfce
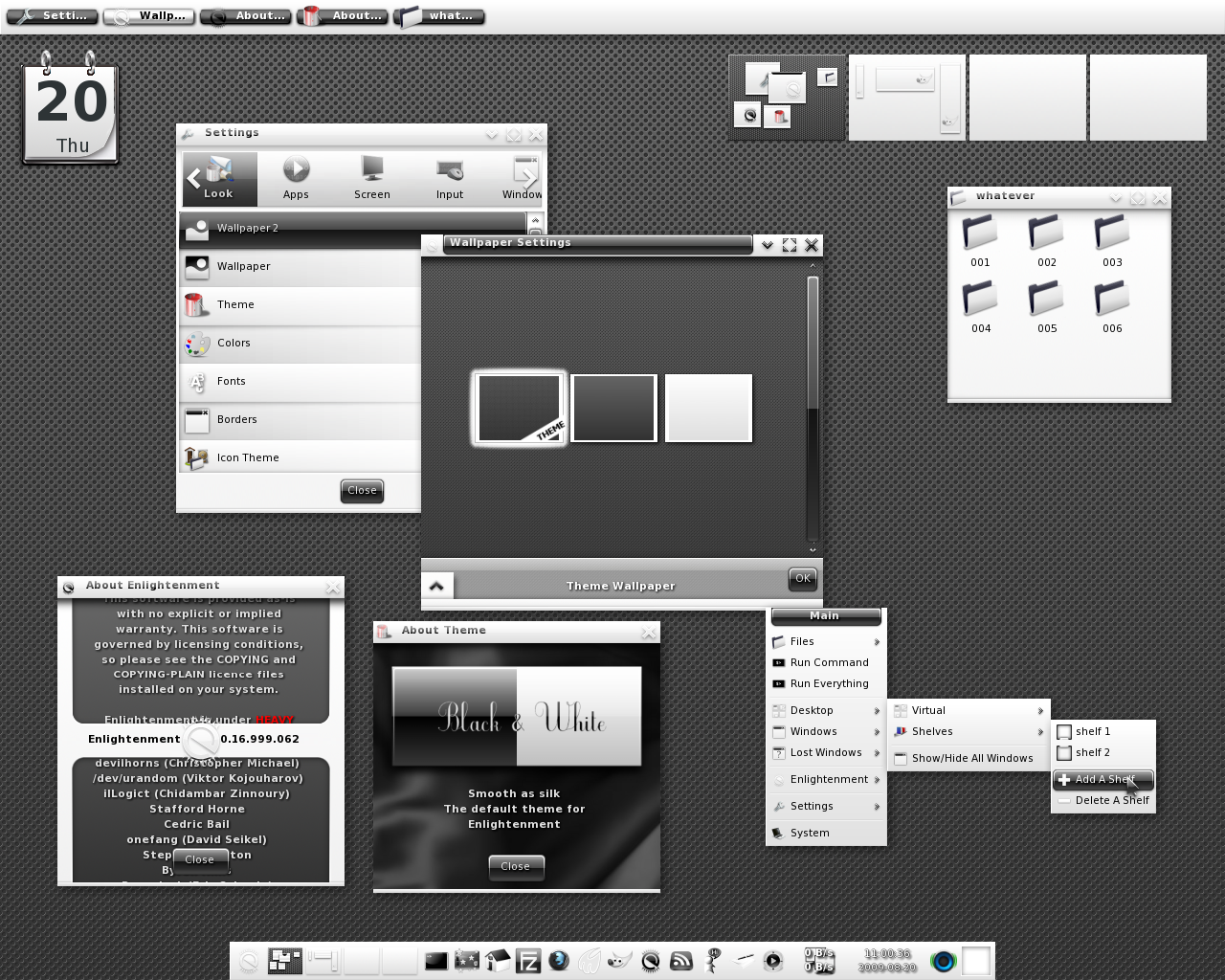
Enlightenment
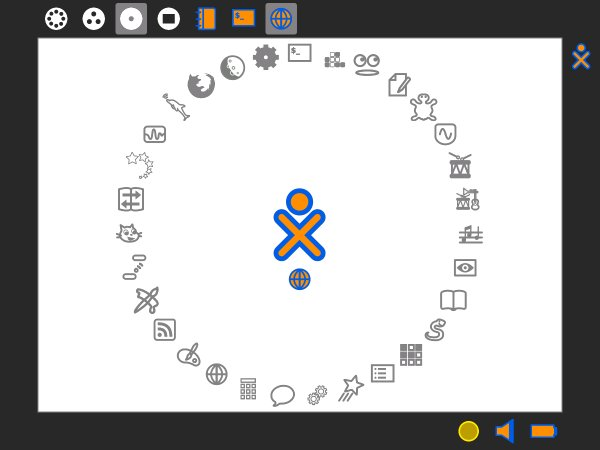
Sugar
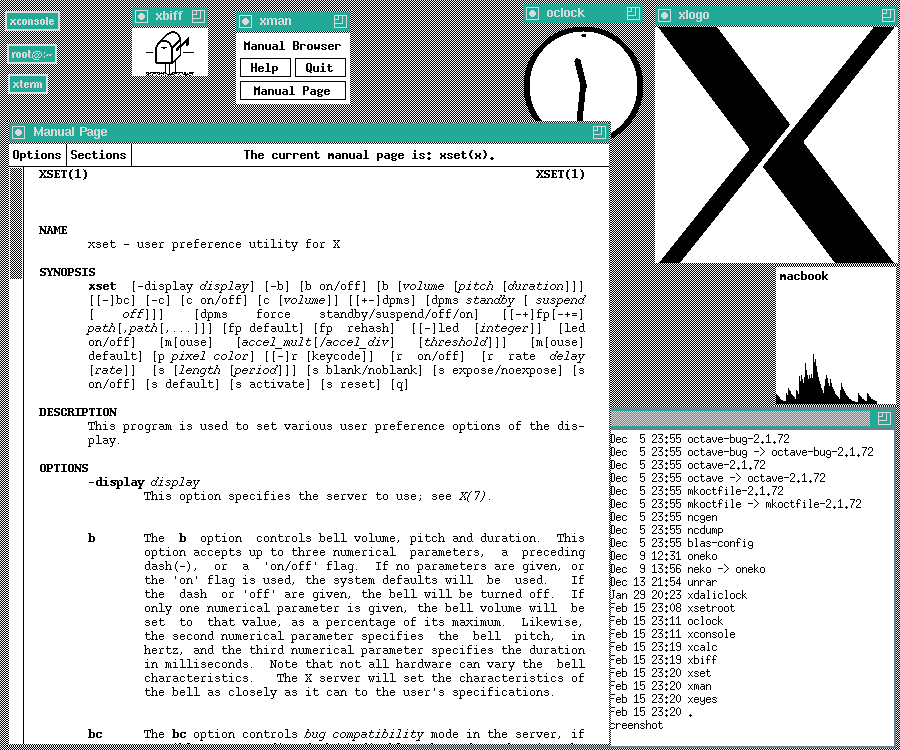
Aspecte d'un X Window System gestionat amb twm
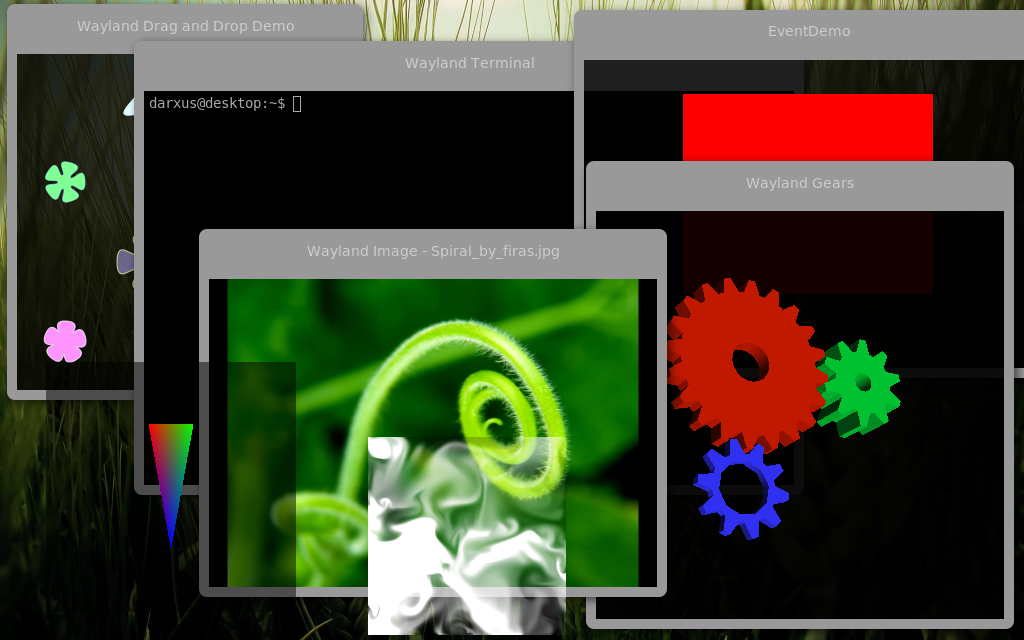
Windows on a Wayland compositor
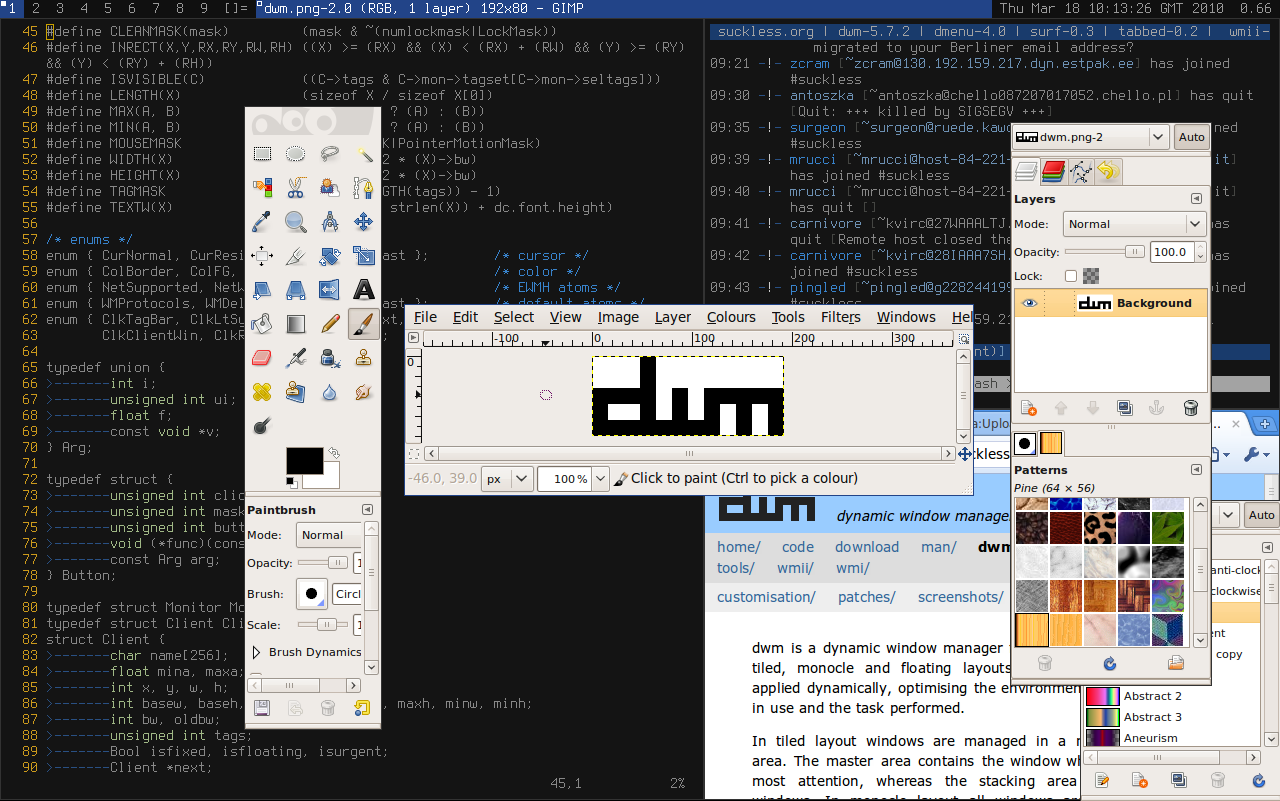
The dwm tiling window manager